# Хлодвиг фон Хесен-Филипстал-Бархфелд
Хлодвиг Алексис Ернст фон Хесен-Филипстал-Бархфелд (на немски: Chlodwig Alexis Ernst Landgraf von Hessen-Philippsthal; * 30 юли 1876, Бургщайнфурт; † 17 ноември 1954, Бад Херсфелд) е принц и титуляр-ландграф на Хесен-Филипстал-Бархфелд.

## Биография
Той е син, второто дете, на адмирал принц Вилхелм фон Хесен-Филипстал-Бархфелд (1831 – 1890) и втората му съпруга принцеса Юлиана фон Бентхайм-Щайнфурт (1842 – 1878), дъщеря на княз Лудвиг Вилхелм фон Бентхайм-Щайнфурт (1812 – 1890) и ландграфиня Берта фон Хесен-Филипстал-Бархфелд (1818 – 1888).
Хлодвиг расте в градския дворец на Ротенбург ан дер Фулда. На 29 години той става единствен наследник на умрелия му бездетен чичо ландграф Алексис фон Хесен-Филипстал-Бархфелд (1829 – 1905), като шеф на линията Хесен-Филипстал-Бархфелд и техните собствености в Херлесхаузен и Бархфелд. На 22 декември 1925 г. той наследява неженения си бездетен чичо Ернст (1846 – 1925), последният ландграф на Хесен-Филипстал.
Хлодвиг служи в пруската армия накрая като полковник-лейтенант. На 7 юли 1907 г. той получава големия кръст на ордена червен орел.
Хлодвиг фон Хесен-Филипстал-Бархфелд умира на 17 ноември 1954 г. на 78 г. в Бад Херсфелд. Внукът му Вилхелм (* 1933) го последва като шеф на линията Хесен-Филипстал.

## Фамилия
Хлодвиг фон Хесен-Филипстал-Бархфелд се жени на 26 май 1904 г. в Лих за принцеса Каролина фон Золмс-Хоензолмс-Лих (* 27 май 1877, Лих; † 28 ноември 1958, Берлин), дъщеря на княз Херман фон Золмс-Хоензолмс-Лих (1838 – 1899) и графиня Агнес фон Щолберг-Вернигероде (1842 – 1904). Те имат пет деца:
- Вилхелм Ернст Алексис Херман (* 1 март 1905, Ротенбург на Фулда; † 30 април 1942, в битка при Гор, Русия), женен на 30 януари 1933 г. в Табарц, Тюрингия, за принцеса Мариана Пруска (* 23 август 1913; † 1 март 1983), дъщеря на принц Фридрих Вилхелм Пруски (1880 – 1925), праправнук на крал Фридрих Вилхелм III
- Ернст Лудвиг (* 15 юли 1906, Ротернбург; † 7 май 1934, Варнемюнде)
- Ирена Сибила Августа Хенриета (* 26 ноември 1907, Ротенбург; † 29 декември 1980, Линдау), омъжена I. на 10 октомври 1934 г. (развод 1955) във Филипстал за Валдемар фон Томзен (* 17 юли 1891, Вилхелмсхафен; + 27 октомври 1977, Линдау), II. на 12 октомври 1957 г. в Линдау отново с първия си съпруг
- Александер Фридрих Фердинанд Ернст Карл Георг Лудвиг Алексис (* 8 юни 1911; † 22 октомври 1939, Берлин)
- Виктория Цецилия Мария Аделхайд Берта (* 26 октомври 1914; † 25 ноември 1998, Берлин)

В началото на 1930-те години трите негови деца (Вилхелм, Александер Фридрих и Виктория Цецилия) влизат в НСДАП. Александер Фридрих, който страда от епилепсия, е стерилизиран от нацистите на 27 септември 1938 г. и умира след една година. Най-големият му син Вилхелм, е убит в Русия като хауптщурмфюрер на Вафен-СС през Втората световна война.